# Louis-Guillaume Pitra
Louis-Guillaume Pitra, né à Lyon le 6 juin 1736 et mort à Paris le 16 mai 1818, est un auteur dramatique et librettiste français.
Négociant à Paris et président du Comité provisoire de la Police de 1789 à 1791, Pitra a écrit pour l’opéra Andromaque, tragédie lyrique, en trois actes sur une musique de Grétry, représentée pour la première fois par l’Académie royale de musique, le mardi 6 juin 1780 ; Apollon et Daphné ou l’Invention de la lyre ; Clytemnestre ; Les Colonnes d’Alcide (1782) ; Vénus et Adonis.